# Briano (Gargnano)
Briano (Brià in dialetto gardesano) è una frazione montana posta a 1000 m.s.l.m. e abitata da 10 persone del comune di Gargnano, in provincia di Brescia.

## Geografia fisica
Briano si trova all'incirca a 1000 metri sul livello del mare, molto lontana dal suo capoluogo (16 km), è una delle frazioni più distanti dal principale centro abitato dopo Costa, la quale dista circa 19 km. L'unica strada che percorre la frazione è stretta e soggetta all'obbligo di catene nei mesi invernali. Briano è costituita da due zone: la zona aperta, caratterizzata da un enorme prato a 1000 m.s.l.m. nel quale si pratica il pascolo di ovini e bovini ed una vista eccezionale che comprende il Lago di Garda, il Monte Baldo e nei giorni senza foschia anche l'abitato di Verona. Addentrandosi nel bosco si possono effettuare escursioni su moltissimi sentieri, che portano a Costa, Valvestino o al Monte Comer. Alla zona chiamata "profonda" si arriva procedendo lungo la strada fino a raggiungere la località Lovere, punto più alto transitabile della frazione (1050 m). Oltre questo punto non si può più transitare con nessun veicolo, perché iniziano i sentieri che salendo portano a Sambrune, il Monte Palina e Caminala, scendendo invece si raggiunge Bocca Magno.

## Notorietà
Il paese è noto per la presenza di funghi nei boschi intorno alla frazione. È presente, nella zona aperta, il rifugio degli alpini e un edificio adibito ad ospitare feste (ce n'è una ogni anno). È noto anche per l'eccezionale panorama; da località "Ca' Faiol" si riesce a godere di una vista eccezionale.